# Hydrogène pâteux
L’hydrogène  pâteux[réf. nécessaire] (en anglais slush hydrogen : « slush » signifie « neige fondante », soit un mélange solide et liquide) est une combinaison d'hydrogène liquide (LH2) et solide au point triple dont la particularité est d'avoir une température inférieure et une plus haute densité que l'hydrogène liquide. Il se forme en abaissant la température de l'hydrogène liquide à proximité de son point de fusion, à 14,01 K (−259,14 °C). Sa densité est supérieure de 16 à 20 % à celle de l'hydrogène liquide. Il a été utilisé comme carburant de remplacement du LH2 pour moteur-fusée, afin de diminuer le poids de certains véhicules spatiaux,,.

## Production
La technique de production de l'hydrogène slush consiste à maintenir un vide dans une enceinte contenant de l'hydrogène liquide au point triple et de disloquer mécaniquement et en continu la couche d'hydrogène solide qui se forme en surface,,.